# Ościsłowo (wieś w województwie mazowieckim)
Ościsłowo – wieś w Polsce, położona w województwie mazowieckim, w powiecie ciechanowskim, w gminie Glinojeck. 
Przez miejscowość przebiega droga krajowa DK60.
Pierwsza wzmianka o miejscowości pochodzi z ok. 1239 roku.
W latach 1945–1954 roku siedziba wiejskiej gminy Młock, zaś od 1954 do 1972 – gromady Ościsłowo.
W latach 1975–1998 miejscowość położona była w województwie ciechanowskim. 
W Ościsłowie znajduje się Zespół Szkół Ogólnokształcących, w skład którego wchodzą Szkoła Podstawowa im. Żołnierzy Armii Krajowej oraz Gimnazjum im. Żołnierzy Armii Krajowej. W miejscowym lesie urządzone zostały po wojnie cmentarze rozstrzeliwanych podczas II wojny światowej.
We wsi od 1952 roku mieści się ośrodek zdrowia, który funkcjonuje do dziś jako filia SPZZOZ w Glinojecku. Obecnie funkcjonuje, również biblioteka publiczna, utworzona w 1949 roku. Od 1952 do 1973 roku znajdował się tu także posterunek Milicji Obywatelskiej, który został przeniesiony do Glinojecka. 
Z Ościsłowa pochodzą m.in. literaturoznawczyni, profesor nauk humanistycznych Teresa Kostkiewiczowa oraz Bogusław Zakrzewski, polski dyplomata, ambasador PRL w Portugalii (1983–1986) i RP w Brazylii (1997–2001).

## Miejscowości o nazwie Ościsłowo w gminie Glinojeck
W gminie Glinojeck istnieją trzy miejscowości podstawowe o nazwie Ościsłowo, w tym 1 wieś i 2 osady leśne. Niniejszy artykuł dotyczy wsi Ościsłowo, która posiada identyfikator SIMC 0114761. Pierwsza osada leśna Ościsłowo posiada identyfikator SIMC 0114784. Druga osada leśna Ościsłowo posiada identyfikator SIMC 0114790.